# Activisme antivoiture
 (avril 2010).
Si vous disposez d'ouvrages ou d'articles de référence ou si vous connaissez des sites web de qualité traitant du thème abordé ici, merci de compléter l'article en donnant les références utiles à sa vérifiabilité et en les liant à la section « Notes et références ».
L'activisme antivoiture est une opposition à l'usage jugé exagéré des automobiles.

## Historique
L'activisme antivoiture est apparu dans de nombreux pays où l'usage de la voiture s'est généralisé au point de poser des problèmes de pollution locaux et globaux.
Les mouvements ayant la dénomination antivoiture sont de mouvances diverses : certains luttent avant tout dans le cadre d'actions locales (comme le mouvement de la vélorution), en faveur de la piétonisation d'un centre-ville par exemple, d'autres (comme carfree) envisagent leur mouvement dans une perspective plus globale.
Dans les années 2000, l'activisme antivoiture se développe autour de la critique des SUV et 4x4. Certains groupes militants dégonflent les SUV dans les grandes villes.